# Církevní prsten

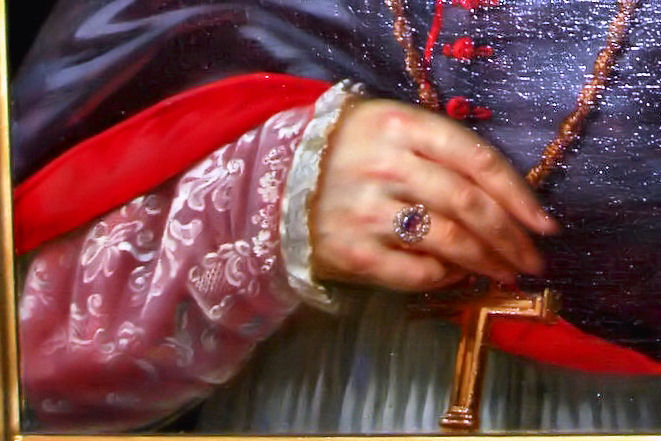
Církevní prsten, 18. století

Církevní prsten je prsten, který nosí duchovní, jako například biskupský prsten.

## Pontifikální doplňky

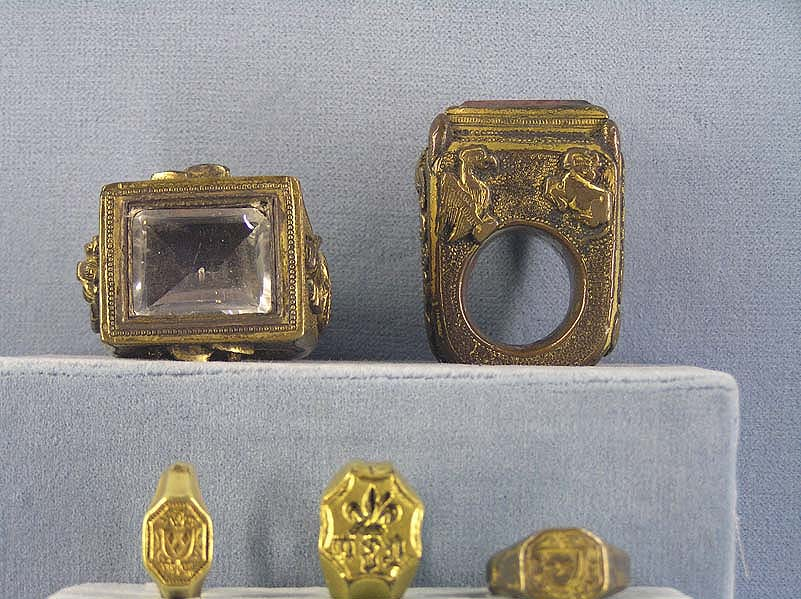
Biskupské prsteny pro biskupy a arcibiskupy, (Musée national du Moyen Âge, Paříž)

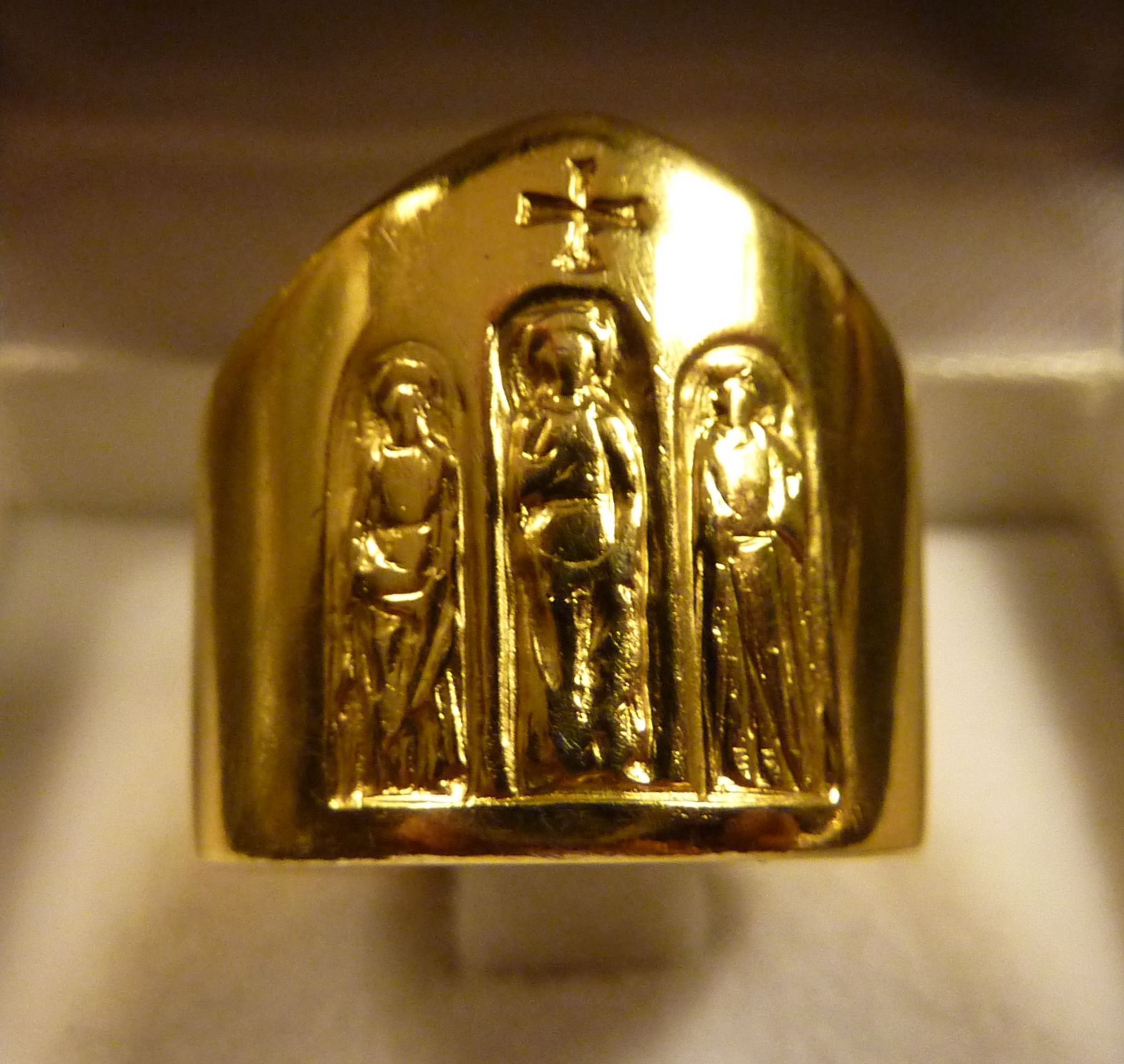
„Koncilní prsten“, který papež Pavel VI. udělil v roce 1965 biskupům, kteří se zúčastnili Druhého vatikánského koncilu

V západním křesťanství nosí prsteny biskupové církve římskokatolické, anglikánské a dalších denominací. Východní pravoslavní biskupové obvykle prsteny nenosí, ale někteří východní katoličtí biskupové je nosí.

### Biskupové
Při svěcení dostává biskup od svého konsekrátora prsten. Může si také následně pořídit a nosit své vlastní biskupské prsteny. Stylem biskupského prstenu byl téměř vždy velmi velký, zlatý, kameny osazený prsten. Římskokatoličtí biskupové mají svůj biskupský prsten tradičně osazen ametystem.
Kromě prstenů, které biskup koupí nebo dostane od jiných, patří jeho prsteny církvi; zdědil sbírku prstenů předchozího biskupa, která je uložena ve sbírce. Zatímco všem hierarchům se dostává cti být pohřben s prstenem, všechny prsteny patřící církvi budou po odchodu kteréhokoli hierarchy do důchodu nebo po jeho smrti vráceny církvi.
V dekretu papeže Bonifáce IV. (610 n. l.) se mniši povýšení do biskupské hodnosti označují jako anulo pontificali subarrhatis, zatímco na čtvrtém toledském koncilu v roce 633 bylo stanoveno, že pokud byl biskup sesazen ze svého úřadu a poté znovu uveden do funkce, má dostat zpět štolu, prsten a berlu (orarium, anulum et baculum). Svatý Isidor Sevillský přibližně ve stejné době spojuje prsten s křížem a prohlašuje, že první z nich se uděluje jako „emblém pontifikální důstojnosti nebo zpečetění tajemství“. Prsten je přísně vzato biskupskou ozdobou udělovanou při obřadu svěcení a že byl běžně považován za symbol mystického zasnoubení biskupa s jeho církví.
V osmém a devátém století se v rukopisech gregoriánského sakramentáře a v několika raných pontifikálech (např. v tom, který je připisován arcibiskupovi Egbertovi z Yorku) objevují různé formule pro předání prstenu. Gregoriánský formulář, který se v podstatě dochoval do současnosti, zní takto: „Přijmi prsten, to jest pečeť víry, kterou, jsa sám ozdoben neposkvrněnou vírou, můžeš zachovat neposkvrněné manželství, které jsi slíbil manželce Boží, jeho svaté církvi.“
V symbolice prstenu dominují královské i církevní pečeti (pečetní prsten), které naznačují diskrétnost a manželskou věrnost. V případě biskupů „biskup, který opustí církev, jíž byl zasvěcen, a přejde k jiné, má být považován za viníka cizoložství a má být postižen stejnými tresty jako muž, který opustí svou vlastní ženu a odejde žít s jinou ženou.“ Možná tato představa o zásnubách napomohla k zavedení pravidla, poprvé zmíněného v devátém století, že biskupský prsten má být umístěn na čtvrtém prstu (prsteníčku) pravé ruky.
Protože biskupské prsteny musely být při slavnostních příležitostech nošeny na vnější straně papežské rukavice a rukavic prelátů, je běžné, že středověké exempláře jsou extrémně velké a neúměrně těžké. Nepohodlnost volnosti se napravovala tím, že se těsně nad něj umístil další menší prsten jako ochranný. Bylo zcela běžné, že biskupové a papežové nosili spolu s biskupským prstenem i jiné prsteny; vydání Caeremoniale episcoporum z roku 1882 (kniha II, viii, č. 10-11) ještě předpokládalo, že tomu tak pravděpodobně bylo.
Zvyk předepisoval, aby laik nebo klerik nižšího stupně při představení biskupovi políbil jeho ruku (italsky baciamano), což je povinnost políbit biskupský prsten. Před vyhlášením Enchiridion Indulgentiarum v roce 1967 vyplýval z tohoto úkonu odpustek v délce 50 dnů. Stále lze tvrdit, že odpustek lze získat, pokud je prsten považován za předmět zbožnosti, neboť políbení předmětu zbožnosti přináší částečný odpustek.
Biskupské prsteny se v dřívějším i pozdějším období někdy používaly jako schránky na relikvie. Tradičně se udělovaly tři prsteny: pontifikální, drahokamový a běžný. V posledních desetiletích dostává většina biskupů z důvodu snížení nákladů pouze jeden prsten.
Moderní biskupské prsteny mají speciální vnitřní mechanismus s posuvným páskem, který umožňuje jejich velikost a zajištění na místě, takže není nutné prsteny upravovat nebo měnit jejich velikost. Ludovic Taurin-Cahagne, biskup z Adramythe v Etiopii, apoštolský vikář Gallasů, asi 1875, měl unikátní prsten, který se zamykal a odemykal, což byla zřejmě raná forma nastavitelnosti (a možná i bezpečnostní mechanismus). Prsten kardinála O'Malleyho, udělený papežem Janem Pavlem II., bylo možné otevřít zezadu a změnit jeho velikost.
Někdy může být biskupovi udělen biskupský prsten v podobě erbu nebo specifického katolického symbolu, jako například prsten bostonského biskupa Henessyho.

### Kardinálové
Kardinálové mají privilegium nosit pontifikální roucho, včetně prstenu, i když sami nejsou vysvěceni na biskupy. Privilegium nosit prsten náleží kněžím-kardinálům přinejmenším od dob Inocence III.
Kardinálům-biskupům a kardinálům-kněžím uděluje prsten sám papež při konzistoři, při níž je nový kardinál jmenován do určitého titulárního kostela (v případě kardinála kněze) nebo suburbikální diecéze (v případě kardinála-biskupa) a povýšen na kardinála. Styl tohoto obřadu určuje papež. V minulosti mohl být kardinálský prsten osazen safírem, přičemž na vnitřní straně obroučky nesl erb papeže, který jej udělil. Masivní zlatý kardinálský prsten, který zvolil Jan Pavel II. nese podlouhlý výjev ukřižování. Papež Benedikt XVI. zpočátku používal stejný, ale od konzistoře z roku 2012 zvolil nový design.

### Papež
Biskupský prsten papeže je známý jako Rybářský prsten (latinsky Annulus Piscatoris). Původně se jednalo o biskupský prsten papeže jako římského biskupa, od té doby se stal symbolem papežské autority. Původ designu prstenu je inspirován Ježíšem, který řekl svatému Petrovi, jenž byl povoláním rybář: „Udělám z tebe rybáře lidí“.
Rybářský prsten je velký zlatý prsten s kulatou nebo nověji vejčitou obroučkou. Ještě v 70. letech 20. století měl tvar velkého medailonu. Na lícní straně se objevuje obraz svatého Petra v rybářské loďce na vodě; nad ním je zvolené jméno papeže. Při úmrtí nebo odstoupení papeže se prsten láme.

### Opati
Opati, ačkoli jsou většinou vysvěceni na kněze, mají z titulu svého úřadu v klášterech výsadu nosit pontifikální roucho, které je vyhrazeno pouze biskupům. Některé abatyše, ačkoliv nejsou vysvěceny jako ženy, získaly toto privilegium také. V rámci této výsady nosit pontifikální oděv mohou opati i abatyše nosit prsten. Požehnání a předání prstenu tvořilo součást běžného rituálu při žehnání opata a je tomu tak i v současnosti. Ve dvanáctém století však kněz Petr z Blois zastával názor, že nošení prstenu opatem je příliš okázalé.

## Další použití v katolické církvi
Některé další úřady v katolické církvi mají výsadu nosit prsteny, i když nemají výsadu pontifikálního roucha. V římském katolicismu výsada nosit prsten znamená papežské uznání a udělení pravomoci nosit takový prsten. Takové prsteny nemohou tito nižší preláti běžně nosit při slavení mše.
Preláti minor jako apoštolští protonotáři je mohou nosit a někteří kanovníci je mohou nosit se zvláštním papežským indultem.
Čestný titul magistra posvátné teologie, který se zhruba rovná čestnému doktorátu teologie, zahrnuje v dominikánském řádu privilegium nosit neliturgický prsten, který může být osazen ametystem. Není neobvyklé, že prsten je uvnitř opatřen nápisem s iniciálami předchozích magistrů posvátné teologie provincie.
Tradice snubních prstenů, které nosí některé řeholnice a panny žijící ve světě a které jim jsou udělovány při slavnostním zasvěcení panenství podle rituálu stanoveného římským pontifikálem, se nachází ve starobylé tradici. Ambrož Milánský mluví tak, jako by bylo zvykem, že panny zasvěcené Bohu nosí prsten na památku zasnoubení s Ježíšem Kristem, svým nebeským snoubencem. O tomto předávání prstenu řeholním profeskám se zmiňuje také několik středověkých pontifikálů, a to od 12. století.
Mariánští bratři nosí pečetní prsten představující sliby, které složili, zatímco benediktinské sestry ustavičné adorace nosí prsten jako součást svého řeholního hábitu. Řád řádových kleriků svatého Viktora nosí prsten a na základě papežského indultu smí nosit prsten investitury i během mše.

## Další použití v křesťanství
Snubní prsteny, přesněji řečeno prsteny, které se dávaly při obřadu zasnoubení, byly mezi křesťany v Římské říši běžné od raného období. Používání těchto prstenů bylo staršího data než křesťanství a nic nenasvědčuje tomu, že by předání prstenu bylo zpočátku součástí nějakého rituálu pro laiky nebo že by mu byl přikládán nějaký přesný náboženský význam. Z archeologických nálezů je známo, že zásnubní/svatební prsten byl zdoben křesťanskými emblémy. Některé exempláře to dokazují i v současnosti, například zlatý prsten nalezený poblíž Arles, pocházející asi ze čtvrtého nebo pátého století našeho letopočtu a nesoucí nápis Tecla vivat Deo cum marito seo [suo].
Také při korunovačním obřadu je odedávna zvykem předat panovníkovi i královně-manželce prsten, který byl předtím požehnán. Snad nejstarším příkladem použití takového prstenu je případ Judity, nevlastní matky krále Alfréda Velikého, ale není jasné, zda byl tento prsten královně propůjčen z titulu její důstojnosti královny-konsorty, nebo z titulu jejího sňatku s králem Æthelwulfem z Wessexu.
Moderátor Valného shromáždění Skotské církve (předseda Valného shromáždění) nosí v roce výkonu své funkce prsten z ametystu a zlata. Na kameni je vyryt znak Skotské církve – hořící keř – a kolem něj slova „Nec Tamen Consumebatur“ („Hoří, ale není pohlcen“). Slova odkazují na Mojžíšovo setkání s hořícím keřem na poušti. Každý rok, když odstupující moderátor uvádí do úřadu svého nástupce, navlékne prsten novému moderátorovi na prst.
Další náboženské prsteny:
- Dříve se malé klíče, které obsahovaly piliny z řetězů svatého Petra, přivařovaly ke kovovému pásku a nosily se na prstu jako relikviáře.
- V klášteře svaté Kateřiny na hoře Sinaj v Egyptě se dodnes dodržuje starobylý zvyk navlékat prsten na prst svaté Kateřiny Alexandrijské a poté jej nosit jako eulogii (požehnání).
- V moderní době jsou běžné prsteny s deseti malými knoflíky nebo výstupky. Ty se používají k odříkávání růžence (tzv. „růžencový prsten“). Růžencový prsten se používal během první světové války, aby vojáci v poli mohli snadněji odříkávat růženec.
- Pravoslavní křesťané mají prsteny komboskini („modlitební provaz“) s deseti uzly.
- Málo známý, ale kdysi běžný pamětní prsten může zesnulý blízký odkázat příjemcům. Obvykle se jedná o jednoduchý prsten nějakého typu, který má nositeli připomínat zesnulého. Tento zvyk obecně zanikl, ale něco podobného přežívá dodnes v úzce spjatých, věřících rodinách a mezi přáteli.
- Náboženské medaile se běžně tvarují a formují do prstenů pro každodenní nošení, a dokonce i pro pobožnosti. Nejběžnější je prsten z medaile archanděla Michaela, známý jako „prsten svatého Michaela“.
- Na konci římské křesťanské éry nosili bohatí křesťané často kamejíky svatých. Na počátku této éry nosili všichni věřící jednoduché železné náramky, ačkoli bohatí Římané často pokrývali své zlaté prsteny uhlem, aby vypadali zbožněji.
- Prsten Claddagh je v Irsku považován za náboženský prsten, ačkoli symbolizuje občanský stav: svobodný, zasnoubený nebo ženatý. Nenese však žádný náboženský obrázek ani symbol.
- Křesťané v Brazílii, zejména katolíci, patří k těm, kteří mohou nosit prsten tucum jako symbol závazku svých církví vůči chudým a utlačovaným národům Latinské Ameriky. Je spojen zejména s teologií osvobození a původně byl tradicí afrobrazilských otroků a původních Brazilců, pro které symbolizoval manželství, přátelství a jejich boj za osvobození. Je tak pojmenována proto, že se vyrábí ze semen místní palmy tucum.